# Paul Sacher
Paul Sacher (ur. 28 kwietnia 1906 w Bazylei, zm. 26 maja 1999 w Bazylei) – szwajcarski dyrygent i mecenas sztuki.

## Życiorys
Dyrygentury uczył się u Felixa Weingartnera. W 1926 założył zespół Basler Kammerorchester, która działał do 1987 roku. W 1941 założył Collegium Musicum Zürich, które działało do 1992 roku. Od początku zamawiał u kompozytorów nowe utwory. Początkowo w kręgu muzyków szwajcarskich, jak Frank Martin, a potem u kompozytorów o międzynarodowej renomie. Mógł sobie na to pozwolić, gdyż dzięki małżeństwu z dziedziczką firmy farmaceutycznej Hoffmann-La Roche dysponował fortuną, która pozwoliła mu zostać jednym z najważniejszych mecenasów muzyki w XX wieku. Zamawiał więc utwory u najsłynniejszych kompozytorów, m.in. u Igora Strawinskiego, Béli Bartóka, Bohuslava Martinů, Arthura Honeggera, Paula Hindemitha, Witolda Lutosławskiego, Richarda Straussa i innych. W 1990 został ogłoszony trzecim najbogatszym człowiekiem na ziemi. W momencie śmierci był w wielu miejscach wymieniany jako najbogatszy człowiek w Europie.
W 1997 otrzymał doktorat honoris causa Akademii Muzycznej w Krakowie.

## Utwory skomponowane na zamówienie Sachera
- Igor Strawinski – Concerto in D
- Béla Bartók – Divertimento na smyczki, Sonata na dwa fortepiany i perkusję, VI Kwartet smyczkowy, Muzyka na instrumenty strunowe, perkusję i czelestę
- Richard Strauss – Metamorfozy
- Bohuslav Martinů – m.in. Koncert podwójny, Concerto da camera
- Arthur Honegger – im. II i IV Symfonia (Deliciae Basilienses)
- Frank Martin – m.in. Petite Symphonie Concertante
- Witold Lutosławski – Koncert podwójny, Chain 2 (dla Anne-Sophie Mutter)

Kolekcja autografów kompozycji, które zamawiał Paul Sacher stała się fundamentem zbiorów, poszerzanych o zakupy rękopisów ze spuścizny różnych kompozytorów. Zasadniczym momentem był zakup spuścizny Igora Strawińskiego w 1983 roku, a potem Antona Weberna. W efekcie powstała fundacja dysponująca ogromną liczbą bezcennych rękopisów i dokumentów najważniejszych kompozytorów XX wieku. Są w niej rękopisy także Witolda Lutosławskiego.

## „eSACHERe”
Z okazji 70. urodzin Paula Sachera, Mstisław Rostropowicz poprosił 12 zaprzyjaźnionych kompozytorów o napisanie okolicznościowego utworu na wiolonczelę solo. Jako tematu mieli użyć w swoich utworach dźwięków biorących się z nazwiska jubilata (eS, A, C, H, E, Re). Część utworów wykonana została w Zurychu 2 maja 1976.
| Kompozytor         | Utwór                                                                          |
| ------------------ | ------------------------------------------------------------------------------ |
| Conrad Beck        | Für Paul Sacher: Drei Epigramme für Violoncello solo                           |
| Luciano Berio      | Les Mots sont allés                                                            |
| Pierre Boulez      | Messagesquisse, pour 7 violoncelles                                            |
| Benjamin Britten   | Tema „Sacher”                                                                  |
| Henri Dutilleux    | Trois Strophes sur le nom de Sacher                                            |
| Wolfgang Fortner   | Zum Spielen für den 70. Geburtstag: Thema und Variationen für Violoncello Solo |
| Alberto Ginastera  | Puneña n° 2, op. 45                                                            |
| Cristóbal Halffter | Variationen über das Thema eSACHERe                                            |
| Hans Werner Henze  | Capriccio per Paul Sacher                                                      |
| Heinz Holliger     | Chaconne, für Violoncello Solo                                                 |
| Klaus Huber        | Transpositio ad infinitum                                                      |
| Witold Lutosławski | Sacher-Variation                                                               |